# Charles Ulm
Charles Thomas Philippe Ulm (18 de octubre de 1898 - 3 de diciembre de 1934) fue un aviador australiano pionero en su campo. En septiembre de 1914, Ulm se enroló en la Fuerza Imperial Australiana, mintiendo sobre su nombre y edad para poder ingresar, y poder luchar así en la Primera Guerra Mundial, donde fue herido en la Batalla de Galípoli en 1915 y en el Frente Occidental en 1918.
Charles Ulm se casó dos veces: en 1919, con Isabel Amy Winter, y en 1927, tras su divorcio, con Mary Josephine Callaghan.

## Sociedad con Charles Kingsford Smith

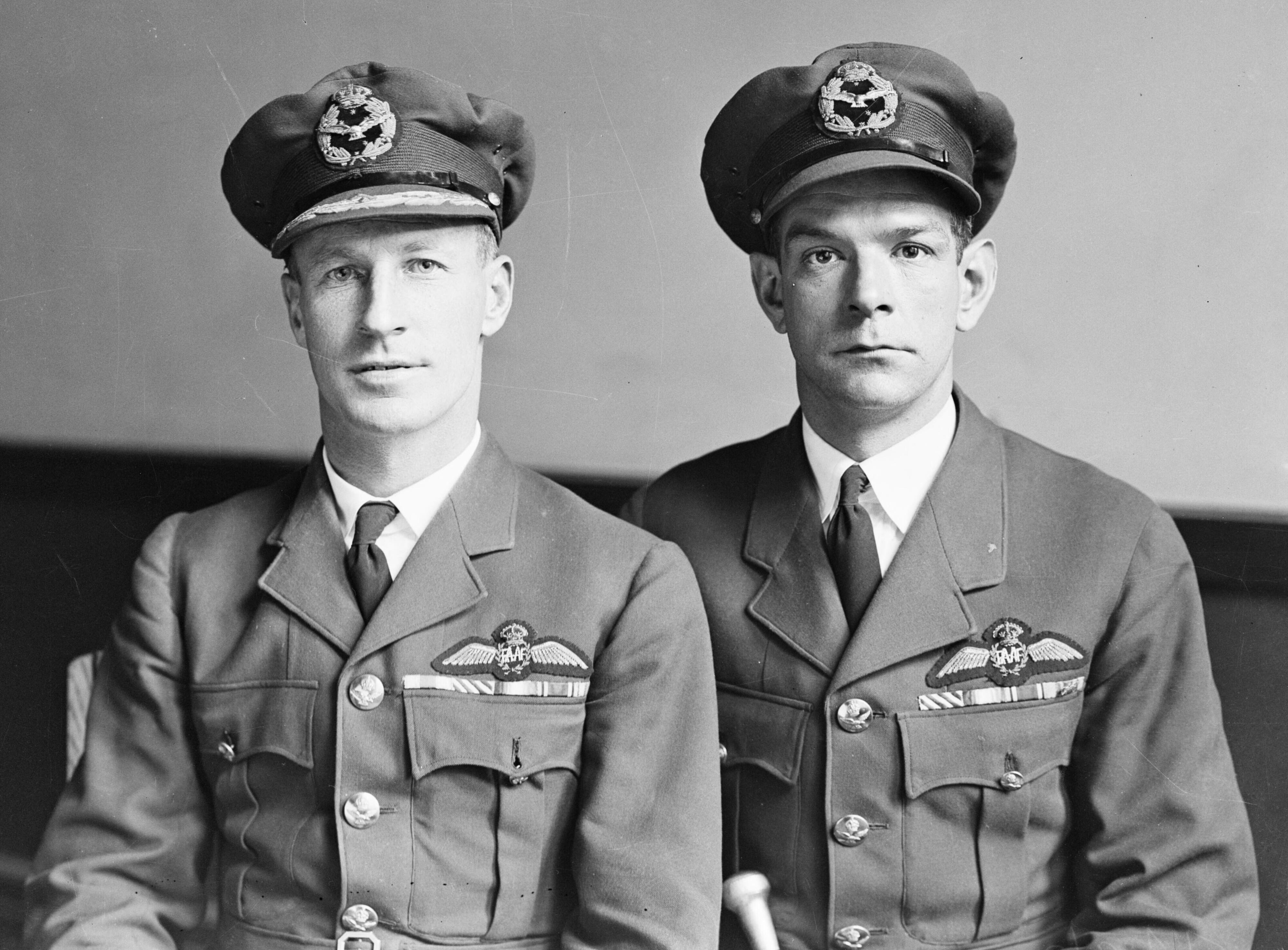
Charles Kingsford Smith y Charles Ulm

Ulm es conocido por su asociación con el reconocido aviador Charles Kingsford Smith y fue su copiloto en muchos de sus vuelos más famosos, incluyendo aquel de 1928 en el que cruzó por primera vez el océano Pacífico. Ulm se encargaba de los negocios en la sociedad y reunió los fondos necesarios para la aventura. También fueron socios en la fracasada Australian National Airways.

## Vuelos posteriores
Tras el fracaso de Australian National Airways, Ulm compró una de las aeronaves Avro X de la aerolínea para sí mismo y la nombró Faith in Australia (Fe en Australia). En este aeronave, en 1933, Ulm estableció el récord de velocidad de Inglaterra a Australia en 6 días, 17 horas y 56 minutos y realizó varios vuelos a través del Mar de Tasmania.
Ulm desapareció en diciembre de 1934, junto con el copiloto G.M. Littlejohn y el navegante J.S. Skilling, mientras volaban de Oakland (California) a Hawái en la aeronave VH-UXY Stella Australis, un Airspeed Envoy. Se cree que fue culpa de un inesperado viento de cola mientras volaban por encima de las islas en la oscuridad. Nunca se encontraron evidencias de la tripulación o de la aeronave. 

## Tributos
Qantas ha anunciado recientemente que nombrará a uno de sus Airbus A380 en honor a Charles como reconocimiento a su contribución a la industria aeronáutica.